# Nycterosea inconspicua
Nycterosea inconspicua là một loài bướm đêm trong họ Geometridae.